# Musica (singolo Paolo Meneguzzi)
Musica è un brano musicale di Paolo Meneguzzi, pubblicato come singolo nel 2007.
Il brano viene presentato al Festival di Sanremo 2007, quarta partecipazione alla manifestazione dell'artista, che durante la serata dei duetti esegue il brano con Nate James. Il pezzo ottiene una sesta posizione nella classifica finale: precisamente risultò primo nella graduatoria del televoto, quarto in quella della giuria demoscopica e ultimo nelle preferenze dei giornalisti.
Il brano appare come il vincitore morale del festival per i risultati di vendita ottenuti, e fu proclamato dal presentatore della gara Pippo Baudo come il manifesto del Sanremo 2007.
Il brano è stato inserito nel quarto album del cantante Musica, uscito il 9 marzo 2007, esattamente una settimana dopo l'uscita del singolo. Per due mesi il singolo resta primo nella classifica di vendita, risultando il quattordicesimo più venduto in Italia nel 2007.
Il brano viene in seguito registrato in spagnolo e diventa una hit nell'America Latina e negli Stati Uniti. MTV Latin USA inserisce al secondo posto della sua classifica il videoclip di Tu eres musica e il brano suonerà in quasi tutte le radio latine d'America.

## Tracce
1. Music
2. Musica
3. Musica con Nate James

## Classifiche
| Classifica (2007)         | Posizione massima |
| ------------------------- | ----------------- |
| Billboard Latin Pop Songs | 27                |
| Italia                    | 1                 |
| Ucraina                   | 61                |

Tu eres musica
| Classifica (2008) | Posizione massima |
| ----------------- | ----------------- |
| Cile              | 22                |